# Puy-du-Lac
Puy-du-Lac là một xã ở tỉnh Charente-Maritime thuộc vùng Nouvelle-Aquitaine tây nam nước Pháp.

## Dân số
| Năm  | Dân số | Thay đổi         | Mật độ | Phần trăm của Tổng |
| ---- | ------ | ---------------- | ------ | ------------------ |
| 1962 | 246    | -                | -      | -                  |
| 1968 | 272    | +26              | -      | -                  |
| 1975 | 209    | -63              | -      | -                  |
| 1982 | 206    | -3               | -      | -                  |
| 1990 | 248    | +42              | 17/km² | -                  |
| 1999 | 280    | +32              | 19/km² | 9.29%              |
| 2004 | 328    | +48 hoặc +17.14% | 19/km² | -                  |

- Xã của tỉnh Charente-Maritime